# Чемпіонат Югославії з футболу 1927
Чемпіонат Королівства Сербів, Хорватів і Словенців з футболу 1927 (сербохорв. Prvenstvo Kraljevini Srba, Hrvata i Slovenaca u fudbalu 1927.) — п'ятий розіграш футбольної першості Югославії. Турнір вперше за проходив ліговою системою. До участі у змаганнях були залучені команди-переможці регіональних чемпіонатів, деякі з них попередньо брали участь у кваліфікаційних іграх. Чемпіоном країни вперше став клуб «Хайдук». Дві найсильніші команди за підсумками турніру отримали право зіграти у новоствореному міжнародному змаганні — Кубку Мітропи.

## Клуби-учасники
- Переможці футбольної асоціації Белграда — БСК, «Югославія»
- Переможці футбольної асоціації Загреба — ХАШК, «Граджянскі»
- Переможець футбольної асоціації Осієка — «Хайдук» (Осієк)
- Переможець футбольної асоціації Любляни — «Ілірія»
- Переможець футбольної асоціації Сараєво — САШК
- Переможець футбольної асоціації Спліта —  «Хайдук» (Спліт)
- Переможець футбольної асоціації Суботиці — САНД

Напряму у фінальний турнір потрапили БСК, ХАШК і «Хайдук» (Спліт). Решта команд брали участь у кваліфікаційних іграх.

## Кваліфікація
| Команда 1                       | Рахунок    | Команда 2           |
| ------------------------------- | ---------- | ------------------- |
| «Ілірія» Доберлет Веровшек Оман | 5:0        | «Граджянскі»        |
| САШК Ф. Гьотц Сібер             | 2:1        | «Югославія» Лубурич |
| «Хайдук» (Осієк) пен.' Шивек    | 2:2        | САНД Ковач Хорват   |
| «Хайдук» (Осієк) Сабовлєвич     | 1:3 (д.ч.) | САНД Каріп Бецич    |

## Таблиця результатів
| Команди        | ХАЙД | БСК | ХАШК | САНД | САШК | ІЛІР |
| -------------- | ---- | --- | ---- | ---- | ---- | ---- |
| Хайдук (Спліт) | ХХХ  | 5:1 | -    | -    | 2:0  | 3:0  |
| БСК            | -    | ХХХ | -    | 3:1  | 7:4  | 3:2  |
| ХАШК           | 0:4  | 4:3 | ХХХ  | -    | 3:2  | -    |
| САНД           | 5:1  |     | 5:3  | ХХХ  | 0:4  | -    |
| САШК           | -    | -   | -    | -    | ХХХ  | 2:1  |
| Ілірія         | -    | -   | 1:1  | 1:0  | -    | ХХХ  |

## Турнірна таблиця
|    | Команди        | І | В | Н | П | ГЗ | ГП | Р  | О |
| -- | -------------- | - | - | - | - | -- | -- | -- | - |
| 1. | Хайдук (Спліт) | 5 | 4 | 0 | 1 | 15 | 6  | +9 | 8 |
| 2. | БСК            | 5 | 3 | 0 | 2 | 17 | 16 | +1 | 6 |
| 3. | ХАШК           | 5 | 2 | 1 | 2 | 11 | 15 | -4 | 5 |
| 4. | САНД           | 5 | 2 | 0 | 3 | 11 | 12 | -1 | 4 |
| 5. | САШК           | 5 | 2 | 0 | 3 | 12 | 13 | -1 | 4 |
| 6. | Ілірія         | 5 | 1 | 1 | 3 | 6  | 9  | -3 | 3 |

## Склади призерів
«Хайдук»: Отмар Гаццарі (5); Іван Монтана (5), Лоренцо Гаццарі (5); Велько Подує (5), Мирослав Дешкович (4.1), Миховил Боровчич Курир (4.1), Петар Боровчич Курир (2); Мірко Боначич (5.1), Лео Лемешич (5.1), Шиме Подує (5.3), Вінко Радич (5.4), Антун Боначич (4.4), Марко Марковіна (1); тренер Лука Калітерна.
БСК: Милорад Глигорьєвич (3), Милорад Ілич (2); Янко Родін (4), Милорад Митрович (4), Светислав Попович (2); Милорад Арсеньєвич (5), Сава Маринкович (5.1), Любиша Джорджевич (5); Благоє Мар'янович (5.2), Милорад Драгичевич (5.3), Драгутин Найданович (5.2), Кузман Сотирович (4.6), Іван Бек (3.1), Нікола Мар'янович (1.1); Слободан Крчевинаць (1), Драголюб Чупич (1); тренер: Адольф Енгель
ХАШК: Драгутин Фрідріх (4), Лєрко Митрович (1); Мирослав Кох (4), Еуген Дасович (4); Драгутин Колібаш (5.1), Бранко Кунст (5), Іван Мар'янович (4), Марко Доранич (2); Мірко Криж (5.2), Степан Єрен (5.1), Бранко Зіная (4.6), Іван Хітрець (3.1), Джука Агич (3), Еуген Плаццеріано (2); Мирослав Фрідріх Вольф (2), Душан Зіная (1); тренер: Векослав Жупанчич

## Найкращі бомбардири
|    | Гравець            | Команда  | Голів |
| -- | ------------------ | -------- | ----- |
| 1° | Кузман Сотирович   | БСК      | 6     |
|    | Бранко Зиная       | ХАШК     | 6     |
| 3° | Фердинанд Гьотц    | САШК     | 5     |
|    | Мілан Бецич        | САНД     | 5     |
| 5° | Антун Боначич      | «Хайдук» | 4     |
|    | Вінко Радич        | «Хайдук» | 4     |
|    | Філіп Томичич      | «САШК»   | 4     |
| 8° | Шиме Подує         | «Хайдук» | 3     |
|    | Милорад Драгичевич | БСК      | 3     |